# Manuel Cuesta Morúa
Manuel Cuesta Morúa, né le 31 décembre 1962 à La Havane, est un historien et opposant politique cubain.

## Biographie
Manuel Cuesta Morúa est né le 31 décembre 1962 à La Havane à Cuba . Diplômé en histoire à l'université de La Havane en 1986, il a travaillé dans des institutions culturelles avant d'en être licencié en 1991 .
En 2016, Manuel Cuesta Morúa fait partie des dissidents cubains qui rencontrent Barack Obama lors de la visite de ce dernier à Cuba. Manuel Cuesta Morúa souhaite utiliser « la voie institutionnelle et la participation des opposants aux élections » pour parvenir à démocratiser la société cubaine. Il propose de réformer la loi électorale de Cuba pour pouvoir présenter des candidats favorables à la démocratie sur l'île . En 2019, il s'oppose à la nouvelle constitution du pays critiquant en particulier le rôle dirigeant du Parti communiste cubain et un système politique obligatoirement socialiste .